# The Least Successful Human Cannonball
The Least Successful Human Cannonball es el quinto disco del grupo alemán de thrash metal Destruction, lanzado en 1998 por Brain Butcher Compact. Fue el último álbum con Thomas Rosenmerkel en la voz, dando así final al periodo conocido como "Neo-Destruction". Con Rosenmerkel lanzaron 3 discos: los EP Destruction y Them Not Me y el álbum The Least Successful Human Cannonball, aunque estos tres álbumes no forman parte de la discografía oficial de la banda.

## Lista de canciones
1. Formless, Faceless, Nameless - 04:27
2. Tick on a Tree - 05:00
3. 263 Dead Popes - 03:09
4. Cellar Soul - 05:47
5. God Gifted - 04:30
6. Autoaggression - 03:47
7. Hofffmannn's Helll - 04:44
8. Brother of Cain - 04:55
9. A Fake Transition - 01:33
10. Continental Drift I - 02:53
11. Continental Drift II - 03:41

## Miembros
- Thomas Rosenmerkel - Voz
- Mike Sifringer - Guitarra
- Michael Piranio - Guitarra
- Christian Engler - Bajo
- Oliver Kaiser - Batería